# Dipylidiasis
Dipylidiasis oder auch Dipylidiose ist eine Erkrankung, die durch den Gurkenkernbandwurm (Dipylidium caninum) des Hundes verursacht wird. Sie kann auf den Menschen übertragen werden und ist daher eine Zoonose.

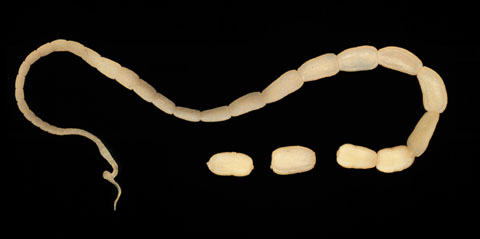
Gurkenkernbandwurm (Dipylidium caninum)

## Entwicklungszyklus
Der normale Endwirt dieses Bandwurms ist der Hund, bei dem er der häufigste Bandwurm ist und weltweit vorkommt. Gelegentlich tritt dieser Bandwurm auch bei Katzen auf. Zwischenwirte sind Flöhe oder Haarlinge (Trichodectes). Die Wurmeier werden von den Flohlarven aufgenommen und entwickeln sich in ihnen zu Cysticercoiden. Durch Fressen der Flöhe gelangen diese Bandwurmstadien in den Darm des Hundes und entwickeln sich dort in 20 Tagen zum adulten Bandwurm. Dieser ist 10–70 cm lang und hat Breite von 2–3 mm. Durch Wechsel der Flöhe auf andere Hunde (oder Katzen) wird er in der Population weiter verbreitet.

## Erkrankung beim Menschen
Gelegentlich wurden Erkrankungen beim Menschen beschrieben, wobei eine, meist versehentliche Aufnahme von Flöhen über den Mund die Ursache ist. Die Erkrankung tritt vor allem bei Kindern unter 8 Jahren auf.
Die Erkrankung bleibt meist symptomlos, gelegentlich zeigen sich Störungen des Verdauungstrakts (Bauchschmerz mit oder ohne Durchfall, Appetitlosigkeit). Auch allergische Reaktionen mit Juckreiz wurden beobachtet. Sehr selten, nur bei massivem Befall, tritt eine Verstopfung durch die Bandwürmer auf.
Die Diagnose erfolgt durch den Nachweis der Bandwurmeier im Stuhl. Auch reiskornähnliche Bandwurmglieder können im Stuhl auftreten. Die Behandlung kann mit Antihelminthika (z. B. Praziquantel) erfolgen.
Die Vorbeugung gegen die Erkrankung ist durch Hygiene beim Umgang mit dem Hund, in der konsequenten Flohbekämpfung und einer an die Lebensumstände angepassten Entwurmung des Hundes möglich. Vorbeugende Präparate zum Schutz vor Endoparasitosen gibt es nicht.